# 富山ガラス造形研究所
富山市立富山ガラス造形研究所（とやましりつ とやまガラスぞうけいけんきゅうじょ、英: TOYAMA CITY INSTITUTE OF GLASS ART）は、富山県富山市西金屋に所在する、ガラス造形作家を養成する全国初・唯一の公立のグラスアート専門学校である。

## 概要
富山の売薬で知られる製薬産業の歴史を持つ富山市では明治以降、薬のガラス瓶工場が相次ぎ操業した。太平洋戦争後に廃れたガラス産業を再興しようと、富山市は1985年（昭和60年）9月に富山市民大学ガラス工芸コースを開設。その後「ガラスの街とやま」の街づくりを目指すにあたり、プロのガラス造形作家養成目的に、1991年（平成3年）4月、全国唯一の公立ガラス造形作家養成専門機関として、西金屋・古沢地区に富山市立富山ガラス造形研究所を開設した。設置学科は、開設時に設置された造形科と、のちに設置された研究科がある。
本校舎は11,853m2 の敷地に、1,727m2の鉄筋コンクリート造り平屋建てで、1990年（平成2年）7月に着工、翌1991年（平成3年）3月の完成予定だったが、完成が2ヵ月遅れ、同年4月12日の造形科一期生の入学式までには間に合わず、入学式は富山市民プラザで行われた。その後2ヵ月遅れで完成し同年6月12日に開校記念式が行なわれた。
そのため校舎が完成するまで間授業は、芝園中学校校舎を借り受け行われることとなったため設備がすべて整わず、一部授業は特別カリキュラムとなった。
1993年（平成5年）4月、造形科第一期生が卒業するにあたり、より高度な技術を学べる研究科を設置。それに伴い本校舎北側の敷地に新たに約567m2平屋建ての研究科棟を建設した。
なお、1994年（平成6年）4月1日には同研究所の隣接地に、研究所の卒業生や、ガラス作家に制作の場を提供し、それら作家たちの作品の展示販売、ガラス制作の見学や制作体験、イベントをとおして地場産業の一つとして定着とガラス工芸の理解を深めることを目指し富山ガラス工房を開設。2015年（平成27年）8月には中心市街地に富山市ガラス美術館が開館している。

## 沿革
- 1985年（昭和60年）9月9日 - 富山市が富山市民大学にガラス工芸コースを開設。
- 1991年（平成3年）
  - 4月12日 - 富山市立富山ガラス造形研究所、第1期生の入学式が富山市民プラザにて行われる。
  - 6月12日 - 本校舎が完成し、開校記念式典が行われる。
- 1993年（平成5年）4月 - 研究科棟完成。研究科を開設。
- 1994年（平成6年）4月1日 - 隣接地に富山ガラス工房開業。
- 2015年（平成27年）8月22日 - 富山市ガラス美術館開館。

## 設置学科

### 造形科（2年）
高校卒業生か、それと同等以上の学力がある人が入学対象。卒業時には、ガラス造形専門士を取得可能である。

### 研究科（2年）
同研究所造形科卒業生か、それと同等以上の知識や技量のある人が入学対象。卒業時には、ガラス造形研究専門士を取得可能である。

#### サポート制度
- ワークショップ
  - 海外の著名なプロガラス造形作家を招き、約1週間に渡り公開制作を行い、その間講習会などを開催。
- 講評会
  - 前期・後期・卒業制作

## 教員について
日本国内のみならず世界各国のプロのガラス造形作家でもある。

## 就職先
日本国内のガラス工房、海外のガラス工房への就職、個人で独立して工房開設、ガラスや美術系の教育機関への就職や進学など、プロの作家として活動。